# 馬庫斯·貝蒂內利
馬古斯·比堤歷尼（英語：Marcus Bettinelli；1992年5月24日—）是一名英格蘭職業足球員，司職守門員，現時效力英超球隊曼城。他曾代表英格蘭U21國家隊，亦曾入選英格蘭國家隊。

## 球會生涯

### 富咸

#### 早年生涯
比堤歷尼出生於大倫敦，他在2006年7月加入富咸的青訓學院，開始足球生涯。
2012年8月17日，比堤歷尼被外借到英格蘭議會全國聯賽球會達特福特，為期一個月。他在轉會翌日即上演職業生涯地標戰，在對陣馬格斯菲特的2–0敗仗中上陣。在為球隊上陣七次後，他的外借獲延長一個月。同年10月，比堤歷尼的外借再次被延長，合約直期至聖誕節。他的外借最終在2013年3月因富咸提早召回才結束。
2013年8月28日，英乙球會阿克寧頓宣布因球會一號門將伊恩·鄧巴雲傷出四至六星期而借入比堤歷尼，為期一個月。同日，比堤歷尼在對陣卡迪夫城的聯賽盃比賽中上演地標戰，球隊以2–0落敗出局。同月31日，他在對陣伯頓的1–0主場敗仗中首次在英格蘭足球聯賽上陣。富咸在9月2日宣布比堤歷尼將留在阿克寧頓至季尾。同年12月26日，富咸因隊內多個門將受傷而召回比堤歷尼，而比堤歷尼在當日即被列入對陣諾域治的比賽名單，但並未上陣。2014年1月10日，比堤歷尼與富咸續約兩年。同月3日，他被外借回阿克寧頓至1月30日。

#### 2014–2021
2014年8月26日，比堤歷尼在富咸對陣賓福特的聯賽盃第二圈比賽中首次為球隊上陣，並成功保持清白之身，協助球隊以1–0勝出。四日後，他在對陣卡迪夫城的英冠比賽中首次在聯賽中為富咸上陣，球隊在主場以1–1賽和對手。同年12月5日，比堤歷尼在作客屈福特的比賽第18分鐘因在禁區內侵犯而被球證以紅牌驅逐，屈福特因而獲得十二碼，由操刀射入。富咸最終以5–0大敗。
2016–17賽季，比堤歷尼成為球會的二號門將，上陣排名排在大衛·身後。儘管他在賽季大部分時間都未有上陣機會，但比堤歷尼在聯賽的最後六場比賽重返正選。2017年8月30日，富咸與比堤歷尼續約至2020年6月，球會有續約一年的選項。
在接下來的2017–18賽季，他重新成為球隊一號門將，並協助球隊以聯賽季軍完季，獲得參與升班附加賽的資格。富咸在以總比數2–1擊敗打比郡後，晉身在溫布萊球場舉行的升班附加賽決賽。比堤歷尼在對陣阿士東維拉的決賽中正選上陣，協助球隊以1–0擊敗對手，並獲得升班資格。
2018年10月，比堤歷尼與球會達成協議，續約至2021年。
在2018–19賽季中，球隊的一號門將位置被外借加盟的西班牙球員奪去，比堤歷尼的賽季在2019年2月因膝蓋受傷需手術治理而提早結束。
2020年9月10日，比堤歷尼被外借到英冠球會米杜士堡，為期一季。兩日後，他在對陣屈福特的比賽中首次為球隊上陣，球隊以1–0不敵對手。
2021年6月，富咸宣布比堤歷尼將在季尾約滿離隊。

### 車路士
2021年7月28日，英超球隊車路士宣布免費簽入比堤歷尼，合約為期兩年。2022年1月8日，他在對陣車士打菲特的足總盃第三圈賽事中上演地標戰，協助球隊以5–1擊敗對手。
2023年3月27日，他與車路士續約至2026年夏天。

## 國家隊生涯
2014年11月，比堤歷尼首次入選英格蘭U21，但他在該國際賽期並未上陣。2015年三月27日，他在對陣捷克的熱身賽中首次代表英格蘭U21，並在比賽中保持清白之身，協助球隊以1–0勝出。
2018年9月，比堤歷尼首獲英格蘭國家隊徵召，參與對陣西班牙和瑞士的比賽，但他並未上陣。

## 個人生活
比堤歷尼的父親帶有意大利血統，並是富咸青訓學院的守門員教練。

## 生涯統計
最後更新：2022年1月8日
| 效力球會         | 球季     | 聯賽       | 聯賽 | 聯賽 | 國家盃賽 | 國家盃賽 | 聯賽盃賽 | 聯賽盃賽 | 歐洲賽事 | 歐洲賽事 | 其他 | 其他 | 總計 | 總計 |
| 效力球會         | 球季     | 聯賽       | 上陣 | 入球 | 上陣     | 入球     | 上陣     | 入球     | 上陣     | 入球     | 上陣 | 入球 | 上陣 | 入球 |
| ---------------- | -------- | ---------- | ---- | ---- | -------- | -------- | -------- | -------- | -------- | -------- | ---- | ---- | ---- | ---- |
| 富咸             | 2012–13  | 英超       | 0    | 0    | —        | —        | —        | —        | —        | —        | —    | —    | 0    | 0    |
| 富咸             | 2013–14  | 英超       | 0    | 0    | —        | —        | 0        | 0        | —        | —        | —    | —    | 0    | 0    |
| 富咸             | 2014–15  | 英冠       | 39   | 0    | 4        | 0        | 2        | 0        | —        | —        | —    | —    | 45   | 0    |
| 富咸             | 2015–16  | 英冠       | 11   | 0    | 0        | 0        | 1        | 0        | —        | —        | —    | —    | 12   | 0    |
| 富咸             | 2016–17  | 英冠       | 6    | 0    | 3        | 0        | 0        | 0        | —        | —        | 2    | 0    | 11   | 0    |
| 富咸             | 2017–18  | 英冠       | 26   | 0    | 0        | 0        | 1        | 0        | —        | —        | 3    | 0    | 30   | 0    |
| 富咸             | 2018–19  | 英超       | 7    | 0    | 1        | 0        | 0        | 0        | —        | —        | —    | —    | 8    | 0    |
| 富咸             | 2019–20  | 英冠       | 14   | 0    | 0        | 0        | 0        | 0        | —        | —        | 0    | 0    | 14   | 0    |
| 富咸             | 2020–21  | 英超       | 0    | 0    | —        | —        | —        | —        | —        | —        | —    | —    | 0    | 0    |
| 富咸             | 總計     | 總計       | 103  | 0    | 8        | 0        | 4        | 0        | —        | —        | 5    | 0    | 120  | 0    |
| 達特福特（外借） | 2012–13  | 英議會全國 | 35   | 0    | 0        | 0        | —        | —        | —        | —        | 7    | 0    | 42   | 0    |
| 阿克寧頓（外借） | 2013–14  | 英乙       | 39   | 0    | 1        | 0        | 1        | 0        | —        | —        | 0    | 0    | 41   | 0    |
| 米杜士堡（外借） | 2020–21  | 英冠       | 41   | 0    | 0        | 0        | 1        | 0        | —        | —        | —    | —    | 42   | 0    |
| 車路士           | 2021–22  | 英超       | 0    | 0    | 1        | 0        | 0        | 0        | 0        | 0        | 0    | 0    | 1    | 0    |
| 車路士           | 2022–23  | 英超       | 0    | 0    | 0        | 0        | 0        | 0        | 0        | 0        | 0    | 0    | 0    | 0    |
| 車路士           | 2023–24  | 英超       | 0    | 0    | 0        | 0        | 0        | 0        | 0        | 0        | 0    | 0    | 0    | 0    |
| 生涯總計         | 生涯總計 | 生涯總計   | 218  | 0    | 10       | 0        | 6        | 0        | 0        | 0        | 12   | 0    | 246  | 0    |

1. 1 2  於英冠升班附加賽上陣。
2. ↑  於英格蘭足總錦標賽事上陣。

## 榮譽
富咸
- 英格蘭足球冠軍聯賽附加賽：2018[30]、2020[46]

 車路士
- 國際足協世界冠軍球會盃：2021[47]

## 外部連結
- 足球数据库：馬庫斯·貝蒂內利的球员统计数据
- Soccerway資料庫：馬庫斯·貝蒂內利
- Fulham F.C. profile